# زیردریایی آی-۱۷۴
زیردریایی آی-۱۷۴ (به انگلیسی: Japanese submarine I-174) یک زیردریایی بود که طول آن ۳۴۴٫۵ فوت (۱۰۵٫۰ متر) بود. این زیردریایی در سال ۱۹۳۸ ساخته شد.